# Камківська сільська рада
Ка́мківська сільська́ ра́да — адміністративно-територіальна одиниця та орган місцевого самоврядування в Корюківському районі Чернігівської області. Адміністративний центр — село Камка.

## Загальні відомості
Камківська сільська рада утворена у 1918 році.
- Територія ради: 21,119 км²
- Населення ради: 330 осіб (станом на 2001 рік)

## Населені пункти
Сільській раді були підпорядковані населені пункти:
- с. Камка

## Склад ради
Рада складалася з 12 депутатів та голови.
- Голова ради: Гладченко Галина Петрівна
- Секретар ради: Сотник Тетяна Іллівна

### Керівний склад попередніх скликань
| Прізвище, ім'я, по батькові | Основні відомості                                                         | Дата обрання | Дата звільнення |
| --------------------------- | ------------------------------------------------------------------------- | ------------ | --------------- |
| Гладченко Галина Петрівна   | Сільський голова, 1959 року народження, освіта вища, член Народної партії | 26.03.2006   | 31.10.2010      |
| Гладченко Галина Петрівна   | Сільський голова, 1959 року народження, освіта вища, член Народної партії | 31.10.2010   |                 |

Примітка: таблиця складена за даними сайту Верховної Ради України

### Депутати
За результатами місцевих виборів 2010 року депутатами ради стали:

#### За суб'єктами висування
| Суб'єкт висування | Кількість обраних депутатів | %    |
| ----------------- | --------------------------- | ---- |
| Партія регіонів   | 5                           | 41,7 |
| Самовисування     | 5                           | 41,7 |
| Народна партія    | 2                           | 16,7 |

#### За округами
| № округу        | Прізвище, ім'я, по батькові    | Дата визнання обраним | Освіта             | Партійна приналежність                        | Відомості про обраного депутата               |
| --------------- | ------------------------------ | --------------------- | ------------------ | --------------------------------------------- | --------------------------------------------- |
| Народна Партія  |                                |                       |                    |                                               |                                               |
| 1               | Ананенко Ганна Михайлівна      | 05.11.2010            | середня спеціальна | член Народної партії                          | Камківська сільська рада, бухгалтер           |
| 8               | Сотник Тетяна Іллівна          | 05.11.2010            | середня спеціальна | член Народної партії                          | Камківська сільська рада, секретар            |
| Партія регіонів |                                |                       |                    |                                               |                                               |
| 2               | Кожушко Любов Анатоліївна      | 05.11.2010            | середня            | член Партії регіонів                          | тимчасово не працює                           |
| 3               | Скороход Тамара Михайлівна     | 05.11.2010            | середня спеціальна | позапартійна                                  | сирзавод м. Мена, приймальник молока          |
| 7               | Скороход Олексій Михайлович    | 05.11.2010            | середня спеціальна | позапартійний                                 | Холминське споживче товариство, заготівельник |
| 9               | Кожедуб Юрій Григорович        | 05.11.2010            | середня            | позапартійний                                 | тимчасово не працює                           |
| 11              | Висоцька Віра Іллівна          | 05.11.2010            | середня спеціальна | позапартійна                                  | пенсіонер                                     |
| Самовисування   |                                |                       |                    |                                               |                                               |
| 4               | Гладченко Володимир Андрійович | 05.11.2010            | середня            | позапартійний                                 | тимчасово не працює                           |
| 5               | Мисник Людмила Григорівна      | 05.11.2010            | середня            | член Всеукраїнського об'єднання «Батьківщина» | Холминське споживче товариство, продавець     |
| 6               | Івахненко Віктор Володимирович | 05.11.2010            | середня            | позапартійний                                 | Камківська сільська рада, техпрацівник        |
| 10              | Клюй Любов Яг'ївна             | 05.11.2010            | середня            | позапартійна                                  | пенсіонер                                     |
| 12              | Левченко Микола Михайлович     | 05.11.2010            | середня            | позапартійний                                 | тимчасово не працює                           |